# حركة احترام الذات

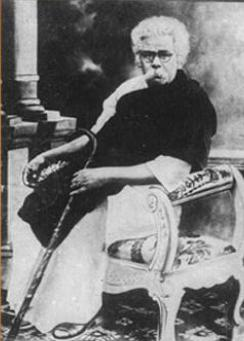
Periyar during Self respect movement

مجموعة احترام الذات هي حركة تهدف إلى تحقيق مجتمع يتمتع فيه الطبقات المتخلفة بحقوق إنسان متساوية ، وتشجيع الطبقات المتخلفة على احترام الذات في سياق مجتمع قائم على الطبقات  والذي يعتبرها نهاية أقل من التسلسل الهرمي، تأسست في عام 1921 من قبل S.Ramanathan الذي دعا E. V. Ramasamy (يسمى أيضا باسم Periyar من قبل أتباعه المكرسة) لرئاسة الحركة في تاميل نادو، الهند ضد Brahminism. كانت الحركة مؤثرة للغاية ليس فقط في تاميل نادو، ولكن أيضًا في الخارج في البلدان ذات التجمُّع التاميل الكبيرة، مثل ماليزيا وسنغافورة. بين الهنود السنغافوريين، كانت مجموعات مثل جمعية إصلاح التاميل، وقادة مثل Thamizhavel G. Sarangapani بارزين في تعزيز مبادئ حركة احترام الذات  بين السكان التاميل المحلية من خلال المدارس والمنشورات.
عدد من الأحزاب السياسية في ولاية تاميل نادو، مثل درافيدا موننيترا كازاغام (DMK) وكل الهند آنا درافيدا مونيترا كازاغام (AIADMK) يرجع أصلهم إلى حركة احترام الذات، هذا الأخير انفصلا عن حزب ديمقراطي DMK عام 1972. كلا الحزبين شعبويين مع توجه ديمقراطي اجتماعي بشكل عام

## مبادئ احترام الذات
كان بريار مقتنعا بأنه إذا كان الإنسان قد تطور احترام الذات، فإنه سوف يطور الفردانية تلقائيا، وسوف يرفض أن يقادها أنف من قبل المخططات. كان أحد أكثر مقولاته المعروفة حول احترام الذات هو «أننا نفضل أن نفكر في» احترام الذات «فقط عندما يتم استبعاد فكرة» الطبقة العليا «و» الدنيا «من أرضنا».
لم يكن بريار يتوقع مكسبًا شخصيًا أو ماديًا من هذه الحركة، فقد كان يتذكر بطريقة غير عادية أنه مجرد إنسان، كان أيضًا ملزماً بهذا الواجب، حيث كان من حقه وحريته في اختيار هذا العمل والبدء في الانخراط وتعزيز الحركة.
أعلن بريار أن حركة الاحترام الذاتي وحدها يمكن أن تكون حركة الحرية الحقيقية، ولن تكون الحرية السياسية مثمرة بدون احترام الذات الفردي. ولاحظ أن ما يطلق عليه «مقاتلي الحرية الهنود» يظهرون عدم احترام احترام الذات، وهذا في الحقيقة فلسفة غير عقلانية.
ولاحظ بريار أن الحرية السياسية كما تصورها القوميين لا تستثني حتى غاندي وجواهر لال نهرو لم تشمل احترام الذات الفردية، له لا إحياء الروح الأصلية للدين الهندوسي والتقاليد القديمة التي شكلت جزءا من مفهوم غاندي للحرية، ولا التحرر الكامل من الحكم البريطاني الذي اعتبره نهرو ليكون معنى الحرية أو كلاهما معا يمكن أن يضمن الفرد الذاتي احترام أو استئصال الأمراض الاجتماعية من المجتمع الهندي. في رأيه، فإن مهمة تحقيق الحاجة إلى احترام الذات يجب أن تواجه أيًا كان مدى الحرية السياسية المكتسبة. مشيرا إلى أنه حتى العاهل البريطاني في دولة مستقلة ذات سيادة ليس لديه حرية في الزواج من شخص من اختياره واضطر إلى التنازل عن مملكته، طرح بيريار سؤالا حول ما إذا كانت رؤية غاندي عن الحرية أو مفهوم نهرو للاستقلال يتضمن حتى ذرة من الذات الفردية -احترام.
يعتقد بيريار أن احترام الذات كان ذا قيمة مثل الحياة نفسها وأن حمايتها هي حق مكتسب وليس سوراج (حرية سياسية). ووصف الحركة بأنها Arivu Vidutalai Iyakkam ، أي حركة لتحرير العقل.
إن تعبيرات "maanam" أو "suya mariyadai" التي تعني «احترام الذات» يمكن تتبعها في الأدب التاميل القديم الذي يعتبر فضيلة ذات قيمة عالية في مجتمع التاميل. ادعى بيريار ذات مرة أنه لوصف إيديولوجية حركته، لا يوجد قاموس في العالم بأسره، مما يعني أنه لا توجد لغة أخرى، يمكن أن يقدم كلمة أفضل من أو يساوي سويا mariyadai.
بدأت حركة «احترام الذات»، التي بدأت كحركة (Iyakkam في التاميل) لتعزيز السلوك العقلاني، اكتسبت دلالة أوسع في غضون فترة زمنية قصيرة. بريار، يتحدث مع م. ك. ريدي في مؤتمر الاحترام الذاتي الأول الذي عقد في عام 1929، وأوضح أهمية احترام الذات ومبادئه. المبادئ الرئيسية لحركة الاحترام الذاتي في المجتمع يجب أن تكون: أي نوع من عدم المساواة بين الناس. لا فرق مثل الأغنياء والفقراء في الحياة الاقتصادية؛ الرجال والنساء على أن يعاملوا على قدم المساواة في كل الاحترام دون خلافات؛ التعلق بالطائفة، الدين، فارنا، والبلد للقضاء عليه من المجتمع مع الصداقة والوحدة السائدة في جميع أنحاء العالم؛ مع كل إنسان يسعى للعمل وفق العقل والتفاهم والرغبة والمنظور، ولا يجوز أن يخضع للعبودية بأي شكل أو طريقة.
شكلت المساواة مع التأكيد على المساواة الاقتصادية والاجتماعية الموضوع الرئيسي لحركة الاحترام الذاتي، وكان ذلك بسبب تصميم بيريار على محاربة عدم المساواة المتأصلة في النظام الطبقي وكذلك بعض الممارسات الدينية. العمل على موضوع تحرير المجتمع من الممارسات الاجتماعية المشينة التي ارتكبت باسم dharma والكرمة، وضعت Periyar فكرة تأسيس هذه الحركة كأداة لتحقيق هدفه.

## مكافحة البراهمانية
وكثيراً ما كان أتباع التاميل (Iyers و Iyengars) مسؤولين عن أتباع Periyar بسبب القمع المباشر أو غير المباشر لأفراد الطبقة الدنيا وأدى إلى هجمات على البراهمة، والتي، من بين أسباب أخرى، بدأت موجة من الهجرة الجماعية لسكان Brahmin, Periyar ، فيما يتعلق بمحاولة عضو DK لاغتيال Rajagopalachari ، "أعرب عن استيائه من العنف كوسيلة لتسوية الخلافات السياسية، لكن الكثيرين يقترحون أن قيم حركة غير براهمة كانت معادية بشكل صريح.
وكثيراً ما كان أتباع التاميل (Iyers و Iyengars) مسؤولين عن أتباع Periyar بسبب القمع المباشر أو غير المباشر لأفراد الطبقة الدنيا وأدى إلى هجمات على البراهمة، والتي، من بين أسباب أخرى، بدأت موجة من الهجرة الجماعية لسكان Brahmin. Periyar ، فيما يتعلق بمحاولة عضو DK لاغتيال Rajagopalachari ، «أعرب عن استيائه من العنف كوسيلة لتسوية الخلافات السياسية».] لكن الكثيرين يرون أن قيم حركة غير براهمة كانت صراحة ضد براهما.

## الزواج علي اسس مبادئ احترام الذات
كان واحدا من التغييرات الاجتماعية الرئيسية التي أدخلت من خلال حركة احترام الذات نظام الزواج بالاحترام الذاتي، حيث تم إجراء الزواج دون أن يحكمه كاهن براهمة. واعتبر بريار الزواج التقليدي آنذاك مجرد ترتيبات مالية وكثيرا ما تسبب في دين كبير من خلال المهر. شجعت حركة احترام الذات الزواج بين الطبقات، لتحل محل الزيجات المدبرة بزواج الحب التي لا تقيدها الطبقة الاجتماعية.
وقد قيل من قبل أنصار زواج احترام الذات أن الزيجات التقليدية آنذاك كانت ترأسها البراهمة، الذين اضطروا إلى دفع ثمنها، وكذلك كان حفل الزواج باللغة السنسكريتية الذي لم يفهمه معظم الناس، وبالتالي كانت الطقوس والممارسات القائمة على الالتزام الأعمى.
ويجادل مؤسسو حركة احترام الذات بأنه لا توجد أي إشارة إلى ثالي في أدبيات سانجام مثل تيروكوكو أو أكاناو، التي تصف أسلوب حياة التاميل خلال عصر سانجام. يُقال إن مراسم الزواج الهندوسية التي تضم البراهمة هي ممارسات تم تقديمها في الآونة الأخيرة نسبياً لزيادة تأثير الهندوسية على حياة التاميل.
على الرغم من أن الزواج بالاحترام الذاتي قد تم ممارسته منذ عام 1928، إلا أن هذه الزيجات كانت تفتقر في البداية إلى كاهن في حين تم اتباع أحداث الزواج الهندوسي واحتفالاته. كان أول زواج يحترم نفسه، وكان خالياً تماماً من أي احتفال هندوسي، زواج زعيمة حركة احترام الذات البارزة كوثوسي غوروسامي مع زعيم بارز آخر، كنجدام، تحت رئاسة بيريار في 8 ديسمبر / كانون الأول 1929. حركة احترام الذات تشجيع الأرملة الزواج ثانية كذلك. بسبب الممارسة السائدة لزواج الأطفال والمرافق الصحية سيئة للغاية، كان هناك عدد كبير من الأرامل في ذلك الوقت المجتمع. المرأة مثل سيفاجامي عمّايار، التي يمكن أن تكون أرملة في إحدى عشرة سنة، تم إعطاؤها إيجارًا جديدًا للحياة من خلال مبادئ إعادة الزواج للأرملة في حركة احترام الذات. وبالتالي، جذبت حركة احترام الذات الكثير من النساء.
أصبحت ولاية تاميل نادو الولاية الأولى والوحيدة التي تقضي بإضفاء الشرعية على الزيجات الهندوسية التي تتم بدون كاهن براهمة. كان هذا أول ملف موقع من قبل CM Annadurai عندما اكتسب DMK السلطة في انتخابات مجلس مدراس عام 1967. أرسل Annadurai مسودة القاعدة إلى Periyar وعلى اقتراحه تغيير «و» إلى «أو» في نص القانون الذي جعل thaali / mangalsutra اختياري في الزواج. وقد تم تنفيذ هذا كقانون قانون الزواج الهندوسي (تعديل مدراس)، 1967، إدخال القسم 7A ، السماح للزواج Suyamariyathai (احترام الذات) والزواج Seerthiruttha (الإصلاحي) كما القانونية عند عقده في حضور الأصدقاء أو الأقارب أو أي شخص آخر من خلال تبادل أكاليل أو حلقات أو من خلال ربط mangalsutra أو عن طريق إعلان بلغة يفهمها كل من الأحزاب التي تقبل بعضها البعض لتكون زوجها. تم إصدار القانون من قبل مجلس تاميل نادو في 27 نوفمبر 1967، وتمت الموافقة عليه من قبل الرئيس في 17 يناير 1968. تم الإعلان عن ذلك رسميا في الجريدة الرسمية في 20 يناير 1968. عدد الطوائف الدينية والداخلية الزواج في الدولة نتيجة لحركة احترام الذات.

## نساء حركة الاحترام الذاتي
بالإضافة إلى العديد من الإيديولوجيات القومية المناهضة للطوستية والتاميلية لحركة الاحترام الذاتي، فإنه يُنظر أيضًا على نطاق واسع إلى أن حركة الاحترام الذاتي، التي كانت تمثل قيمًا جوهرية في مجال حقوق المرأة Periyar on Women's Rights. Emerald Publishers.</ref></ref> ، كانت العلاقات بين الجنسين تنفصل عن نظام الأبريهات والمرأة. تم الاحتفال بحقوقهم على خياراتهم الجسدية والجنسية والإنجابية. في نموذج المجتمع في Periyar ، كان يُسمح للنساء بالوصول إلى وسائل منع الحمل وحتى تدابير منع الحمل الدائمة جاء ذلك في الوقت الذي كان فيه الخطاب الوطني الواسع حول تحديد النسل من خلال تأثره بأفكار قادة مثل غاندي، إدانة شبه إجمالية للسيطرة على النسل، أعطيت النساء الحق في اختيار الشريك، فضلا عن الطلاق منها والزواج مرة أخرى، كان الترمل لا يعاقب من خلال المعتقدات الدينية.
```
تم تغيير الشراكات بين الجنسين بشكل جذري من خلال الدعوة إلى محو التسلسل الهرمي للجندر وأدواره؛ كانت المشاركة في العمل المنزلي، وتربية الأطفال كلها مسارات للحب من خلال المساواة وخدمة المجتمع.
[
22
]
[
23
]
```

جذبت هذه الأفكار العديد من النساء من جميع مناحي الحياة إلى الحركة، وشملت النساء البغايا السابقات، والفاضل السابق، والعمال المأجورين، والأطباء والمعلمين. عملت النساء في الحركة على القضايا التي تؤثر بشكل كبير على النساء مثل الدعوة إلى حظر الكحول، ودعم الناجيات من العنف المنزلي والدعارة ضد المعبد (نظام ديفاداسي).
```
ومع ذلك، لم تكن هذه هي القضايا التي كانت مقيدة بها 
[
24
]
، على سبيل المثال، كانت التمثيلات المعادية للهند في الثلاثينيات ممثلة بشكل كبير من قبل نساء الحركة، في 11 سبتمبر 1938 في مدراس، العديد من النساء بما في ذلك رامامريتام عميائير، ناراياني عمّايار، فرجينيا با . تم اعتقال ثامارانيكاني عميائير، وموناجاجارا أزقايار، وما مجموعه 73 امرأة للتظاهر. 37 من هؤلاء النساء دخلوا السجن مع أطفالهن.
[
25
]
[
26
]
```

كان اثنان من الداليت، Veerammal و Annai Meenambal Shivraj ، مفتاحا لجهد الحركة والمستشارين المقربين وأصدقاء Periyar ، كان Annai Meenambal الشخص الذي أعطى E.V. Ramasamy ، عنوان "Periyar" يعني الأكبر أو الحكيم  و Veerammal قيل أنها أثارت Periyar للتفكير بشكل أكثر نقديًا حول كيف يمكن للحركة أن تعمل بشكل أفضل ليس فقط من أجل الطوائف غير البراهمة، ولكن أيضًا للداليت والأديفاسيس.